# دارن لاک یی دنگ
دارن لوک یی دنگ (انگلیسی: Darren Lok؛ زادهٔ ۱۸ سپتامبر ۱۹۹۱) بازیکن فوتبال اهل بریتانیا است.
از باشگاه‌هایی که در آن بازی کرده‌است می‌توان به باشگاه فوتبال جوهر دارالتعظیم اشاره کرد.
وی همچنین در تیم ملی فوتبال مالزی بازی کرده‌است.